# مارا سانتانجلو

## روابط إضافية
- على موقع رابطة محترفات كرة المضرب
- Mara Santangelo Official Site نسخة محفوظة 28 فبراير 2009 على موقع واي باك مشين.

## وصلات خارجية
- مارا سانتانجلو على موقع رابطة محترفات التنس (الإنجليزية)
- مارا سانتانجلو على موقع الاتحاد الدولي لكرة المضرب (الإنجليزية)
- مارا سانتانجلو على موقع كأس بيلي جين كينغ (الإنجليزية)
- مارا سانتانجلو على موقع خلاصة التنس.كوم (الإنجليزية)
- مارا سانتانجلو على موقع إي إس بي إن.كوم (الإنجليزية)
- مارا سانتانجلو على موقع أوليمبيديا (الإنجليزية)